# 男鹿温泉郷
男鹿温泉郷（おがおんせんきょう）は、秋田県男鹿市（旧国出羽国、明治以降は羽後国）、入道崎の東側にある北浦地区を中心とした温泉郷である。

## 温泉街
温泉街では、ナマハゲふれあい太鼓ライブや、秋田三味線ミニライブなどの演奏が楽しめ、近くには秋田県立男鹿水族館GAO（車で約15分）、入道崎（車で約10分）、なまはげ館（車で約15分）などがあり観光スポットとなっている。

## 歴史
日本書紀にも登場した温泉地であるとも言われる。
温泉郷としての活動は、1947年から始まっている。
1971年には、日本ドリーム観光が奈良ドリームランド・横浜ドリームランドに次ぐ「第3のドリームランド」の開設を計画し、男鹿温泉郷の東南部の裏手から湯ノ尻地域の土地7万8000坪を買収したが、千日デパート火災や第1次オイルショックなどの影響で立ち消えとなった。
10年後の1981年に計画が再浮上し、レジャーランドや大規模なホテルを中心としたリゾート開発を行う構想となったが、実現しなかった。
2004年には映画釣りバカ日誌15のロケ地となった。

## 石焼き
男鹿温泉の名物料理である石焼き（磯焼き）は男鹿ホテルが漁師料理をアレンジして御座敷で出したのが始まりで、現在は至る旅館や飲食店で供される。
元々は、この地方の漁師料理であり、木桶の中に真っ赤に焼けた石（舟に備え付けていた火鉢の石を使ったとされる）を投げ入れ、その熱で白身魚などを煮込んで、味噌で仕立てて食す豪快な煮込み料理である。周辺の旅館や飲食店で提供される。

## アクセス
- 鉄道 : JR男鹿線羽立駅から路線バスで約45分。
  - 秋田新幹線からJR男鹿線で約1時間、路線バスのほか、羽立駅から広域農道を経由して男鹿温泉に直行する「あいのり直行便」で約15分。
- 車
  - 能代市・秋田市方面から国道101号または広域農道を経由し、秋田県道55号入道崎寒風山線を利用。
  - 男鹿水族館GAO・男鹿駅方面から秋田県道59号男鹿半島線を利用。